# Beatrice d'Este nella cultura di massa
Moglie di uno degli uomini più influenti dell'Italia quattrocentesca e influente politica ella stessa, la duchessa Beatrice d'Este divenne oggetto di rappresentazione letteraria e artistica già poco dopo la propria morte, finendo anche per stimolare la fantasia popolare.

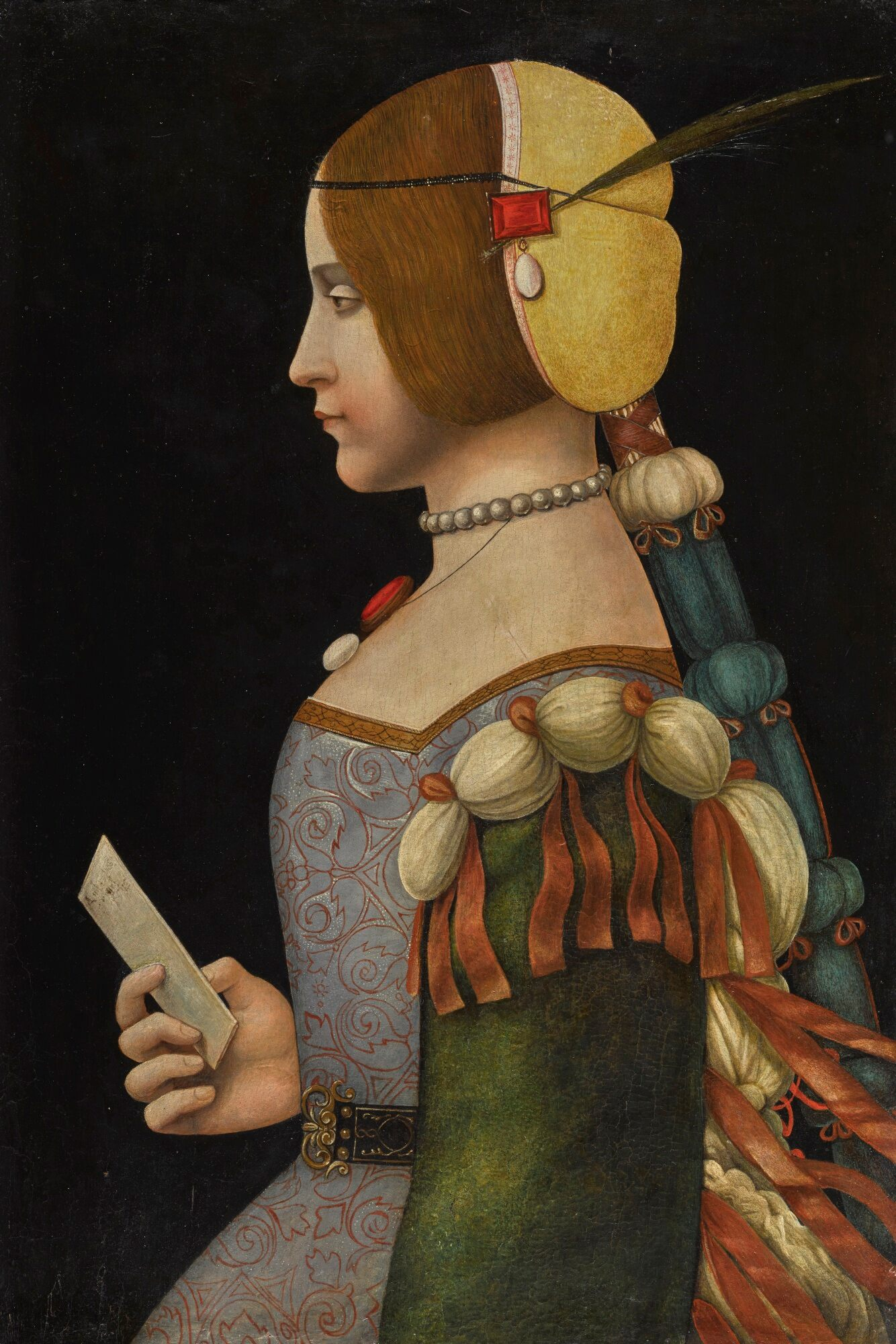
La dama di Rothschild, attribuito a Bernardino de' Conti. Identificato come ritratto di Beatrice d'Este. Fine XV secolo.

## Letteratura

### Autori coevi

#### I Triumphi
(Triumphi  (I, 10-24))

A Beatrice sono dedicati i Triumphi (1497) di Vincenzo Calmeta, suo segretario, poemetto in terza rima d'ispirazione petrarchesca e dantesca nel quale il poeta piange la prematura scomparsa della duchessa e invoca la Morte affinché gli conceda di seguirla, inveendo contro il crudele Fato e la miseria della condizione umana, finché Beatrice stessa non scende dal Cielo a consolarlo e a trarlo fuori dal suo "passato errore", mostrandogli come in verità ogni cosa avvenga secondo la giustizia divina:
(Triumphi (III, 55-64))
Il poeta, commosso e sbigottito, le rivolge si allora con questa invocazione:
(Triumphi (III, 79-84))
L'opera, che si inserisce nella tradizione rinascimentale dei Trionfi, non appare semplicemente una consolatoria di tipo cortigiano, e non risulta nemmeno che Vincenzo l'abbia mai presentata al duca Ludovico, il quale del resto viene menzionato poche volte. Tema portante è l'amore per la donna che, sul solco del Dolce Stil Novo, conduce il poeta alla salvezza. Anche in questo caso, secondo l'interpretazione di Rossella Guberti, si tratta di un amore puramente spirituale e non fisico, secondo una visione filosofico-religiosa: Beatrice è guida per gli smarriti sensi del poeta.

#### Canzoniere e poesie
Gaspare Visconti compose per lei un intero canzoniere, preceduto da una lettera dedicatoria in cui la definisce "tra le Grazie la quarta, tra le Muse la decima, et unica fenice al nostro seculo, la quale sopra ogni altra la virtù ami e favorisci". Fra le poesie ivi contenute, una introdotta dalla rubrica "per la morte de la Duchessa e per il periculo ove questa patria è posta" mostra già la consapevolezza della prossima rovina dello stato causata dalla disperazione del Moro per la perdita della consorte: "e la mia patria assai mi dà spavento | che in lui si regge, perché ogni edifizio | ruina, se vien manco il fondamento".
Antonio Grifo scrisse ben undici sonetti in sua morte, Serafino Aquilano quattro, così anche altri poeti, fra cui Niccolò da Correggio, Timoteo Bendedei, e Cornelio Balbo. Pietro Lazzaroni compose dodici Epitahia Beatricis consortis Ludovici Sforziae e Michele Marullo un Epitaphium Beatricis Estensis:
(Michele Marullo Tarcaniota, Epitaphium Beatricis Estensis.)

#### La Disperata
Antonio Cammelli, detto il Pistoia, inviò al Moro ventisei sonetti e una lunga composizione in terza rima, conosciuta come "La Disperata", per consolarlo della morte "di quella tua sì chiara, anci chiarissima coniunta da te amata in terra, Beatrice, ora nel cielo tra le caste martire locata". Nella Disperata, il poeta presta voce allo stesso Ludovico nell'esprimere il suo lamento:
(Antonio Cammelli detto il Pistoia, La Disperata.)
Benché già defunta, Beatrice compare nella tragedia in lingua latina De rebus Italicis deque triumpho Ludovici XII regis (1500) di Giovanni Armonio Marsio, che celebra la vittoria di Luigi XII, a rimproverare il marito per non aver seguito i suoi consigli di governo:

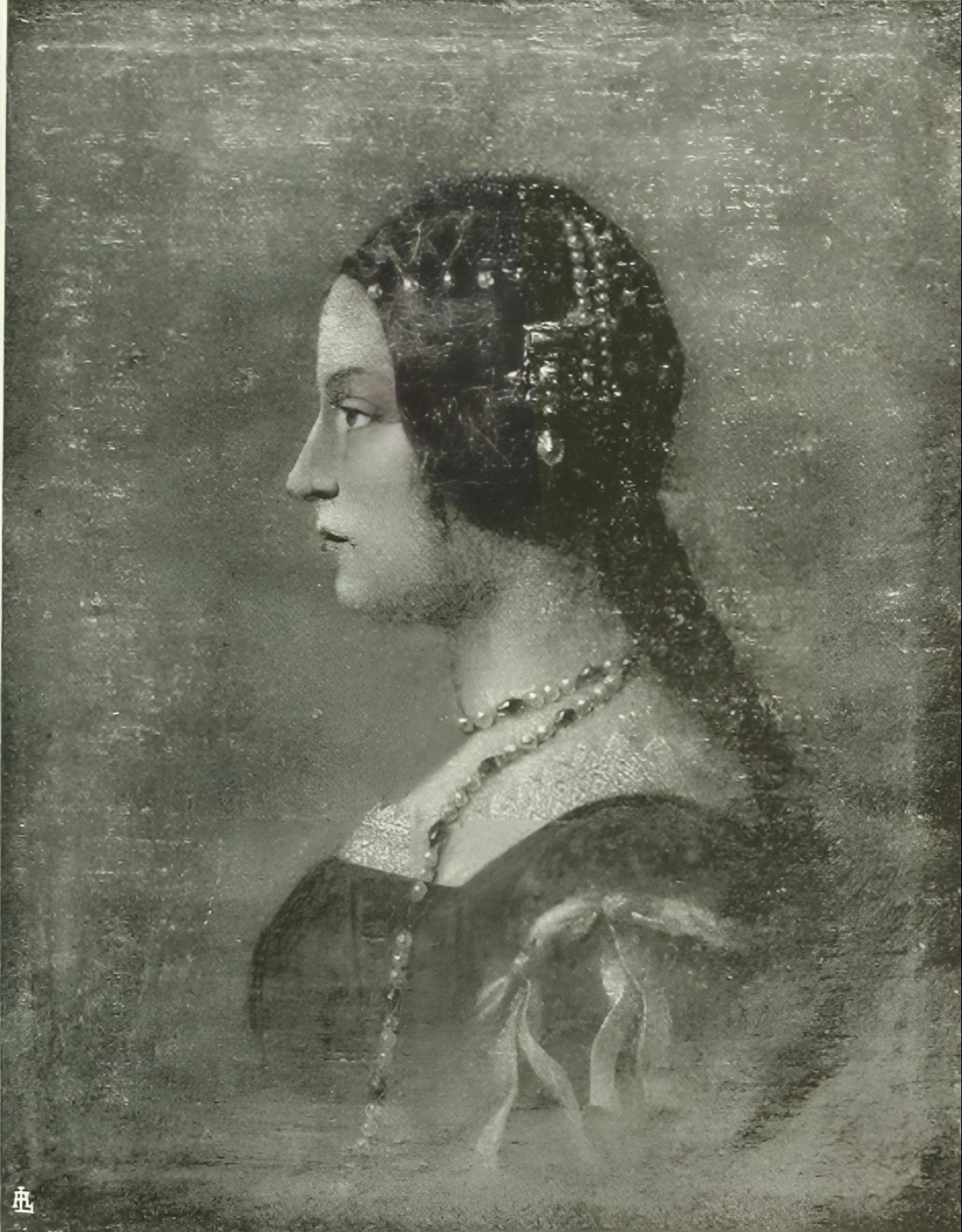
Beatrix Estensis, Ludovici uxor. Copia libera antica.

(Armonio Marsio, allocuzione di Beatrice in De rebus Italicis deque triumpho Ludovici XII regis.)

### Autori moderni
Il profondo dolore di Ludovico il Moro per la morte della moglie, il presunto avvelenamento del duca Gian Galeazzo, la chiamata dei francesi in Italia e l'usurpazione del ducato di Milano, la presenza a corte di artisti del calibro di Leonardo da Vinci furono fonte d'ispirazione per artisti e letterati specialmente nel XIX secolo, nel contesto della corrente romantica.
Nelle produzioni letterarie moderne in cui è protagonista o coprotagonista, quali i romanzi di Giovanni Campiglio e Ignazio Cantù, Beatrice appare spesso rappresentata come sagace e subdola politica, sprone e consigliera dell'incerto marito Ludovico, che senza la fermezza della moglie non troverebbe la volontà necessaria a usurpare a tutti gli effetti il trono del nipote Gian Galeazzo. "La fatale di sdegni incitatrice" la chiama Antonio dall'Acqua Giusti per bocca di Gian Galeazzo Sforza. Proprio la sua ambizione, congiunta alle angherie inflitte alla cugina Isabella d'Aragona, viene talvolta esasperata fino a sfociare nella crudeltà, come nella tragedia di Gian Battista Niccolini, dove è addirittura definita come di "indole iniqua".
Altrove il quadro cambia: Beatrice appare come l'ingenua e delicata moglie del Moro, innamorata di qualcun altro e manovrata suo malgrado dall'astuto marito, che la usa per i propri scopi.

#### Tragedie
Re: e a tanto giungi per lo sposo infido?

Bea: è mio consorte, e basta. In lui difendo la mia vita, l'onor, la fede mia.

Re: la senti, ingrato? Una sì degna sposa non meritasti mai. A' merti suoi la libertà ti dono; ma dovrai pender da' cenni miei. [....] 

Lud: Ne' Stati suoi vada il Franco Monarca a impor le sue leggi.»
(Pietro Ferrari, La morte di Ludovico Sforza detto il Moro.)
| Anno | Titolo                                    | Autore                      | Fatti salienti |
| ---- | ----------------------------------------- | --------------------------- | --- |
| 1791 | La morte di Ludovico Sforza detto il Moro | Pietro Ferrari              | In preda alla gelosia, Beatrice tenta di pugnalare la cugina Isabella, credendola l'amante del marito. Scoperta la sua innocenza, si offre di aiutarla, supplicando al contempo a re Carlo VIII la salvezza di Ludovico. Quest'ultimo, sdegnato dal tradimento della moglie, si suicida. |
| 1833 | Lodovico Sforza detto il Moro             | Giovanni Battista Niccolini | È crudele antagonista della cugina Isabella. |
| 1835 | Jean Galéas, Duc de Milan                 | Arthur Fleury               | È innamorata, non ricambiata, di Gian Galeazzo, che tenta di salvare dalla congiura. |
| 1841 | Lodovico il Moro                          | Pietro Turati               | Compreso l'amore del marito per Isabella d'Aragona, Beatrice decide di sedurre Gian Galeazzo: convinta di dargli un filtro d'amore, gli dà invece del veleno, sostituito in segreto da Ludovico, che sfrutta così la passione della moglie per sbarazzarsi dell'ingombrante nipote.      |
| 1856 | Gli Sforza                                | Antonio Dall'Acqua Giusti   | Incita il marito alla guerra e programma l'avvelenamento del duca Gian Galeazzo. |

#### Romanzi
| Anno | Titolo                                                                              | Autore             | Fatti salienti |
| ---- | ----------------------------------------------------------------------------------- | ------------------ | --- |
| 1837 | Lodovico il Moro                                                                    | Giovanni Campiglio | È sprone e consigliera all'incerto marito.                                                                                               |
| 1838 | Beatrice o La corte di Lodovico il Moro o ancora Beatrice d'Este duchessa di Milano | Ignazio Cantù      | A metà tra romanzo e biografia, narra le ambizioni e le macchinazioni della duchessa, con particolare attenzione alla sua tragica morte. |
| 1933 | La città ardente                                                                    | Dino Bonardi       | Si concentra prevalentemente sulla realizzazione del Ritratto di Dama dell'Ambrosiana.                                                   |
| 1975 | La Gioconda e il nobile sosia o L'enigma della Gioconda                             | E. L. Konigsburg   | |
| 1992 | La duchessa di Milano                                                               | Michael Ennis      | Narra la vita di Beatrice e, in particolare, il suo rapporto conflittuale col marito e con la cugina Isabella.                           |
| 2006 | I cigni di Leonardo                                                                 | Karen Essex        | Incentrato sulle rivalità tra Beatrice e la sorella Isabella.                                                                            |

#### Biografie e monografie
Pochi autori si sono occupati di compilare biografie della duchessa, spesso in modo soltanto parziale o tematico, spessissimo influenzandosi a vicenda. Fra questi principalmente:
| Anno | Titolo | Autore                    | Note |
| ---- | --- | ------------------------- | --- |
| 1899 | Beatrice D'Este, Duchess of Milan, 1475-1497 | Julia Mary Cartwright Ady | |
| 1907 | Béatrix d'Este, Duchesse de Milan | Gustave Clausse           | |
| 1923 | Beatrice D'Este Et Sa Cour | Robert de La Sizeranne    | |
| 1943 | Perle di Ferrara: la storia di Isabella e Beatrice d'Este | Melita Hofmann            | |
| 1986 | Beatrice d'Este duchessa di Milano | Silvia Alberti de Mazzeri | Lucida e meticolosa analisi degli eventi legati alla vita della duchessa e della sua personalità, del contesto storico, sociale e sentimentale. |
| 1993 | Alla corte del Moro sulla scena ed in retroscena: Ludovico Sforza detto il Moro e Beatrice d'Este, i duchi della Milano rinascimentale, passati dalla storia alla leggenda | Filiberto Amoroso         | |
| 2008 | Beatrice d'Este (1475-1497) | Autori vari               | raccolta di monografie, fra cui una parziale edizione e commento delle lettere di Beatrice, che ce la mostrano sul piano pubblico e privato. |
| 2009 | La duchessa con i tacchi a stiletto | Giulia Cacopardo          | Sorta di biografia modellata su una immaginaria intervista giornalistica, che mescola dunque ricerca storica e fantasia. Si concentra prevalentemente sul ruolo di Beatrice in quanto creatrice della moda italiana, con minuziose descrizioni dei suoi abiti. |

Fra le monografie:
| Anno | Titolo                                                                     | Autore                            | Note |
| ---- | -------------------------------------------------------------------------- | --------------------------------- | --- |
| 1491 | Nuptiae Mediolanensium et Estensium principum                              | Tristano Calco                    | Narrazione in latino dei preparativi, del viaggio e dei festeggiamenti relativi alle triplici nozze tra Ludovico e Beatrice, tra Alfonso d'Este e Anna Maria Sforza e tra Ercole d'Este e Angela Sforza; e particolarmente della mirabolante giostra vinta da Galeazzo Sanseverino. |
| 1882 | La nascita di Massimiliano Sforza                                          | Attilio Portioli                  | |
| 1882 | Nozze di Beatrice d'Este e di Anna Sforza                                  | Giulio Porro                      | |
| 1890 | Delle relazioni di Isabella d' Este Gonzaga con Ludovico e Beatrice Sforza | Alessandro Luzio e Rodolfo Renier | Parziale edizione e commento, all'interno di una narrazione biografica, dell'epistolario di Isabella d'Este con la sorella Beatrice e col cognato Ludovico. |

## Musica
Il compositore Reynaldo Hahn evocò la sua corte nella composizione del 1905 intitolata Le Bal de Béatrice d'Este.

## Culinaria
L'invenzione del Dolceriso del Moro, dolce tipico di Vigevano, è tradizionalmente attribuita alla stessa Beatrice, che l'avrebbe ideato nel 1491 per compiacere l'illustre consorte.

## Giochi da tavolo
Alcuni studiosi ritengono che la personalità dominante di Beatrice possa aver determinato l'avanzamento della Regina degli scacchi a pezzo più potente della scacchiera, avvenuto proprio alla fine del XV secolo. Infatti all'origine del cambiamento vi sarebbe un bisogno psicologico da parte dell'innovatore: "espressione del suo desiderio istintivo di avere una donna forte che si prenda cura di lui". Si tratterebbe di un uomo che ha permesso a una donna di governare, appoggiandosi molto al di lei sostegno. Come uomo sposato, la moglie avrebbe avuto "un carattere dominante aggressivo, la personificazione della regina degli scacchi". Il nome di Beatrice è stato avanzato insieme a quelli di Caterina Sforza e di Isabella di Castiglia.

## Pellicole e serie televisive
Beatrice appare come personaggio in alcune pellicole o serie televisive:
| Anno     | Titolo                        | Attrice          | Genere |
| -------- | ----------------------------- | ---------------- | --- |
| 1971     | La vita di Leonardo da Vinci  | Ottavia Piccolo  | Mini-serie: Beatrice compare in un'importante scena in cui, visitando la chiesa delle Grazie, chiede a Leonardo da Vinci spiegazioni sul suo Cenacolo; è poi rappresentata la sua tragica morte, avvenuta durante un ballo. |
| 2004     | Le grandi dame di casa d'Este | Lucia Bendia     | Pellicola documentaria |
| 2021     | Leonardo                      | Miriam Dalmazio  | Serie: nel terzo episodio Beatrice commissiona a Leonardo l'organizzazione di un grande spettacolo sul mito di Orfeo; nel quarto chiede e ottiene dal marito che Caterina da Cremona rimanga a corte come sua dama di compagnia, in seguito la spinge a prostituirsi a Ludovico; nel quinto muore di parto. |
| Anni '80 | Lucrezia Borgia               | Carmen di Pietro | Erotico, ma la Beatrice qui rappresentata non ha nulla a che vedere col personaggio storico: istituisce lo Ius primae noctis e incita un maniscalco allo stupro di una vergine; partecipa a orge, ha rapporti sessuali con diversi personaggi e seduce un messo papale dopo averlo accolto nuda in letto. Infine è accusata di tradimento e bandita dai territori pontifici, ma viene stuprata dagli sgherri del Papa lungo il tragitto. "Solo il pensiero fa venire agli storici la pelle d'oca alta un centimetro... In realtà, attraverso il recupero camp - nel suo significato postmoderno - dell'iconografia di Beatrice d'Este, la Duchessa si incarna nell'erotic-body della Di Pietro e resuscita..." |

## Teatro
Beatrice appare, impersonata da Miriam Carsana, nell'opera lirica in un atto di Giuseppe Manfridi e Guido Chiarotti, con musica di Antonio Di Pofi, Le nozze di Leonardo, ambientata a Milano durante i festeggiamenti per le sue nozze nel 1491 e rappresentata al Teatro Lirico Giuseppe Verdi di Trieste nel 2019.

## Omaggi postumi
- La Pusterla Beatrice, una delle porte minori della città a Brera, fu dedicata dal Moro alla memoria della moglie;[44]
- In tempi moderni le è stato intitolato uno dei viali alberati lungo i bastioni di Milano, Viale Beatrice d'Este.[45]

## Rievocazioni
- Beatrice è annualmente protagonista del Palio di Mortara, in occasione del quale sono stati realizzati costumi storici fedeli a quelli dei suoi ritratti.[46][47]
- Come tema del corteo storico del Palio di Asti è stato scelto, per il 2022, “Beatrice d’Este alla parata militare”, ossia l'entrata in città di Beatrice in compagnia di re Carlo VIII di Francia e del duca Luigi d’Orleans.[48]

## Leggende
Si dice che nel castello sforzesco di Vigevano, e precisamente nell'ala del maschio, nelle caldi notti estive gli spiriti di Beatrice e delle sue dame continuino ad animare gli appartamenti un tempo appartenuti alla duchessa e la cosiddetta "loggia delle dame", che Ludovico aveva fatto costruire appositamente per la consorte.

## Raffigurazioni nell'arte
Eventi legati alla sua vita e alla sua corte stimolarono la fantasia di alcuni pittori del romanticismo ottocentesco:

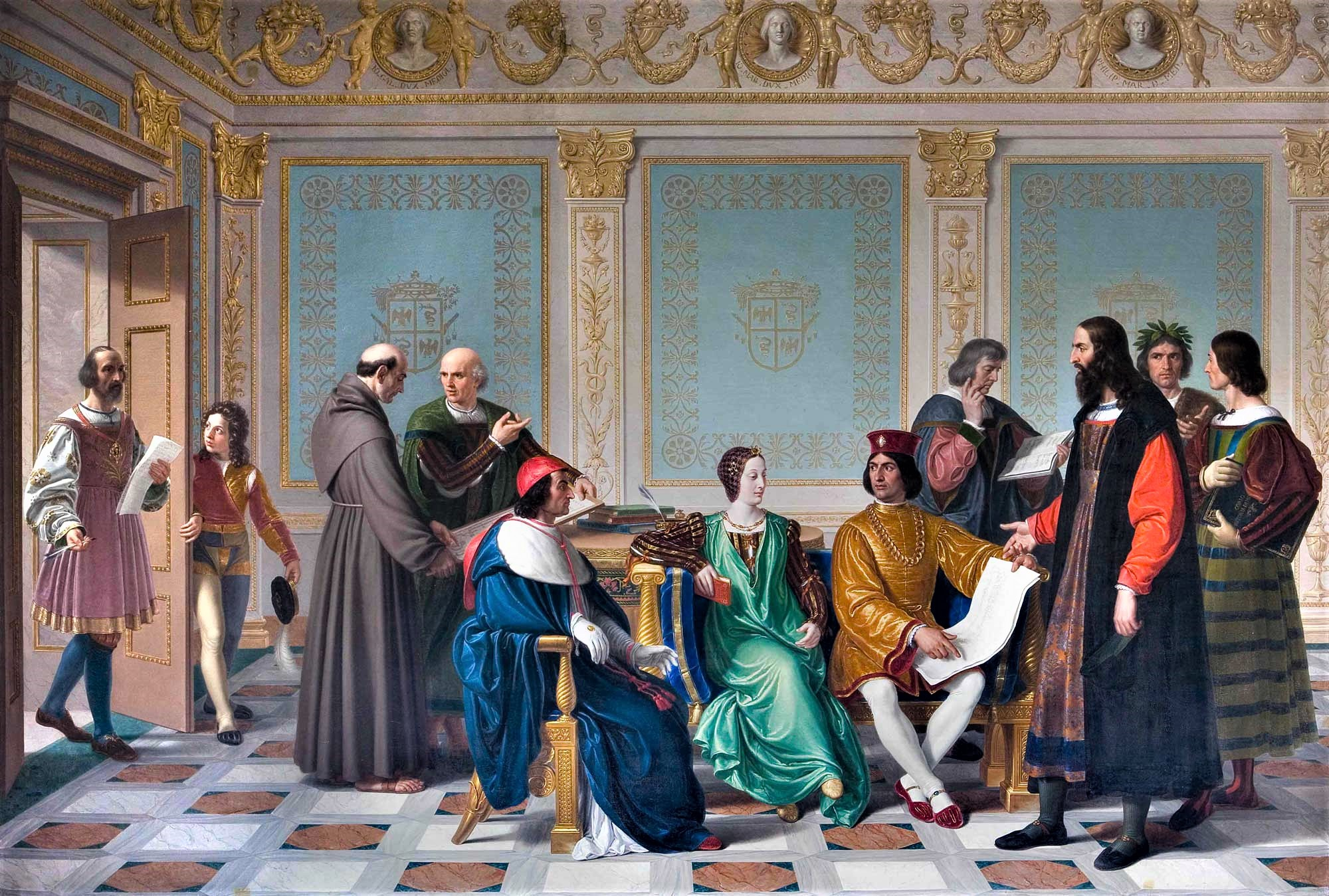
La corte di Ludovico il Moro, Giuseppe Diotti (1823). A partire da sinistra: un paggio apre la porta al segretario Bartolomeo Calco. Al centro della scena sono seduti il cardinale Ascanio, la duchessa Beatrice e il duca Ludovico, cui Leonardo da Vinci mostra il progetto per l'affresco del Cenacolo. Intorno a loro sono riconoscibili altre grandi personalità della corte: a sinistra Bramante col matematico Fra' Luca Pacioli; a destra il musicista Franchino Gaffurio, il poeta Bernardo Bellincioni e lo storico Bernardino Corio.
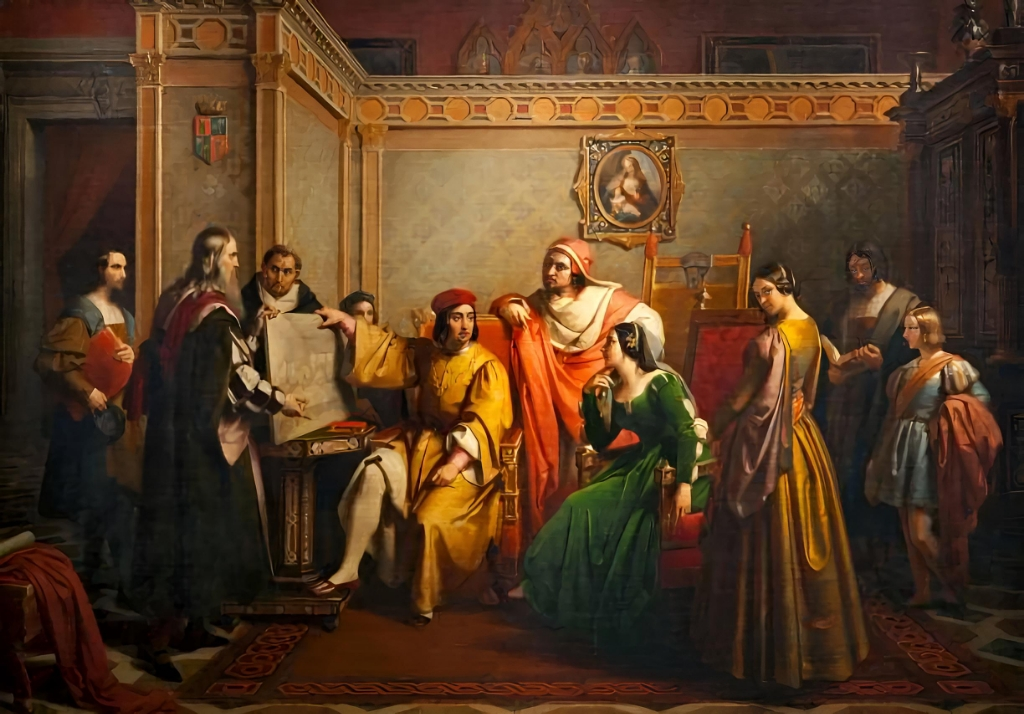
Leonardo presenta il bozzetto dell'Ultima Cena al Duca di Milano Ludovico il Moro, Francesco Podesti, 1846. Al centro della scena sono, come altrove, il duca con la duchessa Beatrice e il cardinale Ascanio.
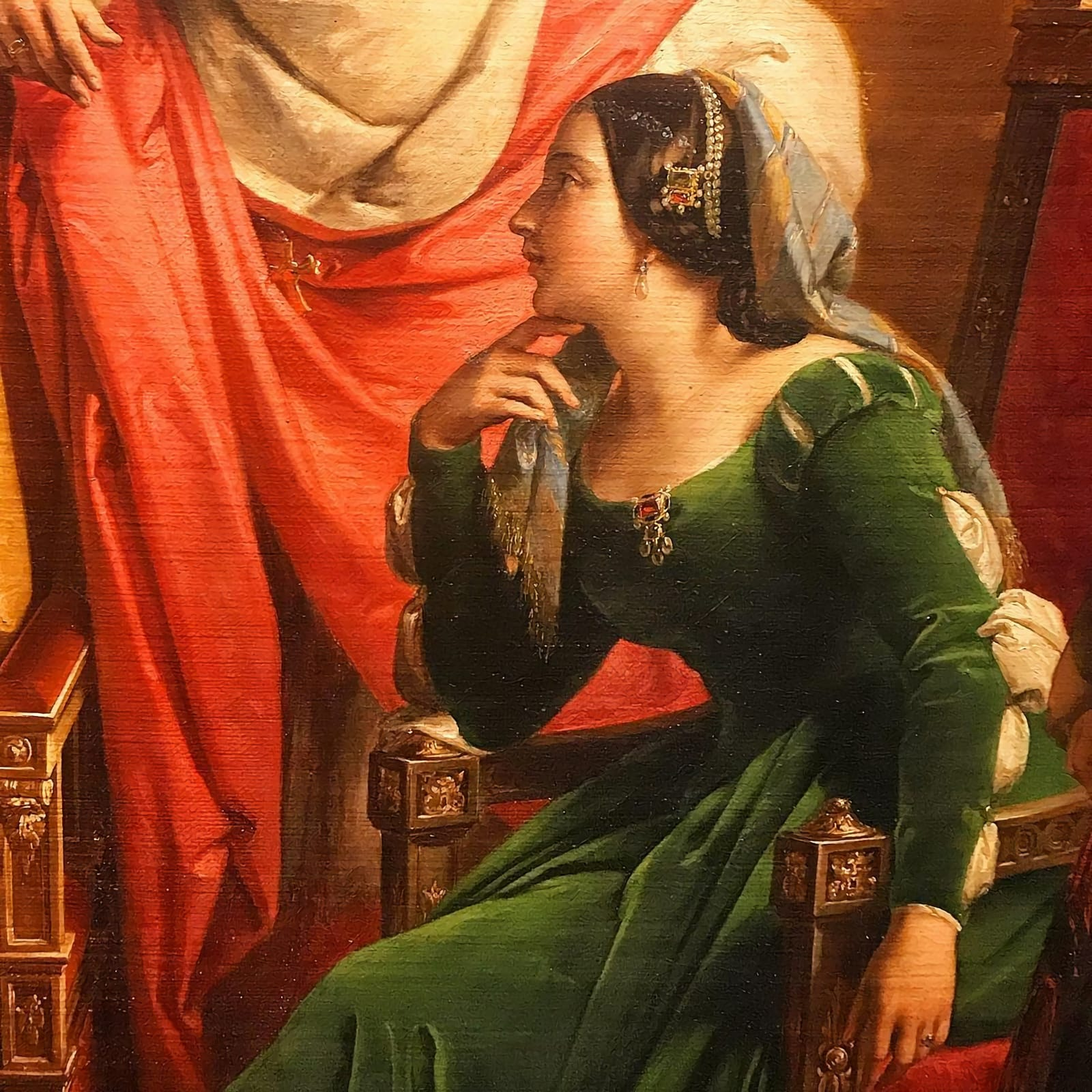
Dettaglio della duchessa Beatrice
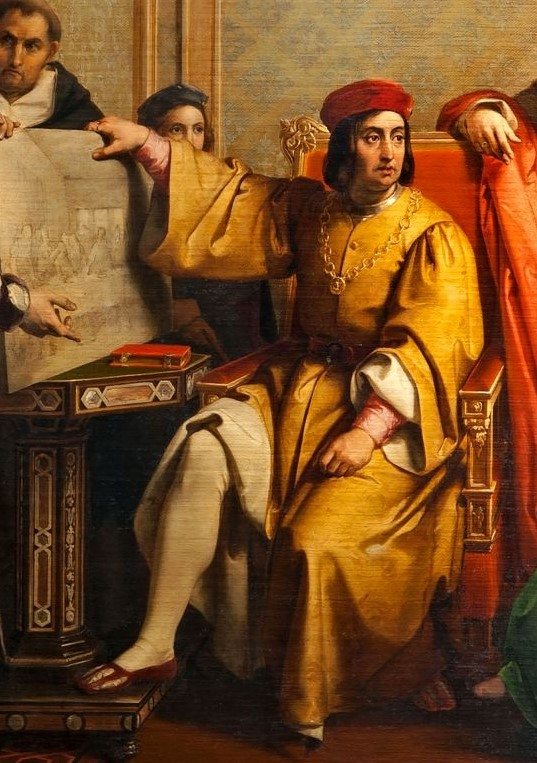
Dettaglio del duca Ludovico
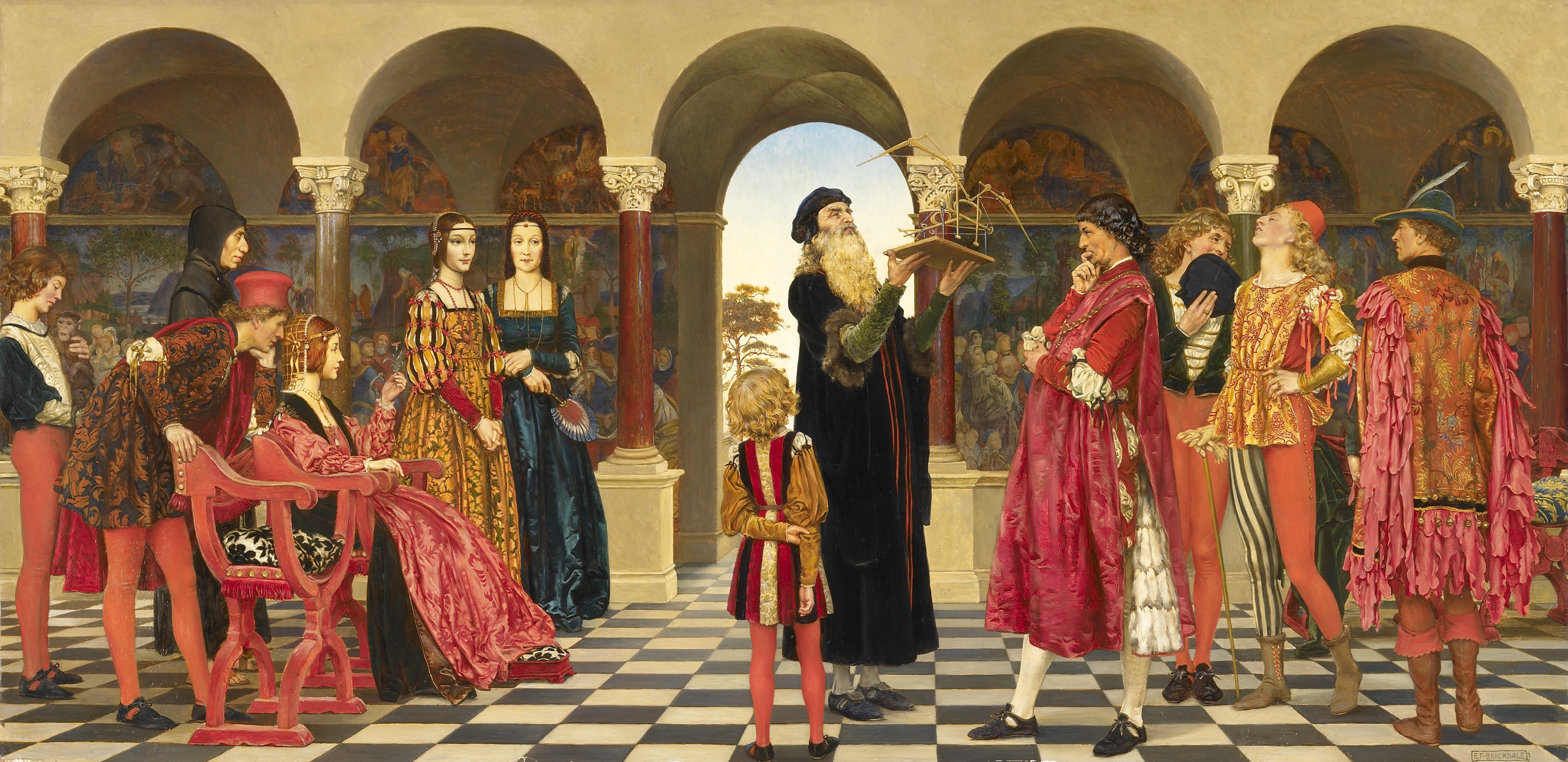
The Forerunner o La corte di Ludovico il Moro. Eleanor Fortescue-Brickdale. Sulla sinistra si riconoscono la duchessa Beatrice, cui un cortigiano sussurra qualcosa all'orecchio; fra' Savonarola, Cecilia Gallerani ed Elisabetta Gonzaga; un paggio abbraccia inoltre una scimmietta, omaggio a quella realmente posseduta dai duchi. Sulla destra Leonardo da Vinci mostra il suo modellino di macchina volante al duca Ludovico; assistono divertiti alcuni cortigiani e il piccolo biondo Ercole Massimiliano.
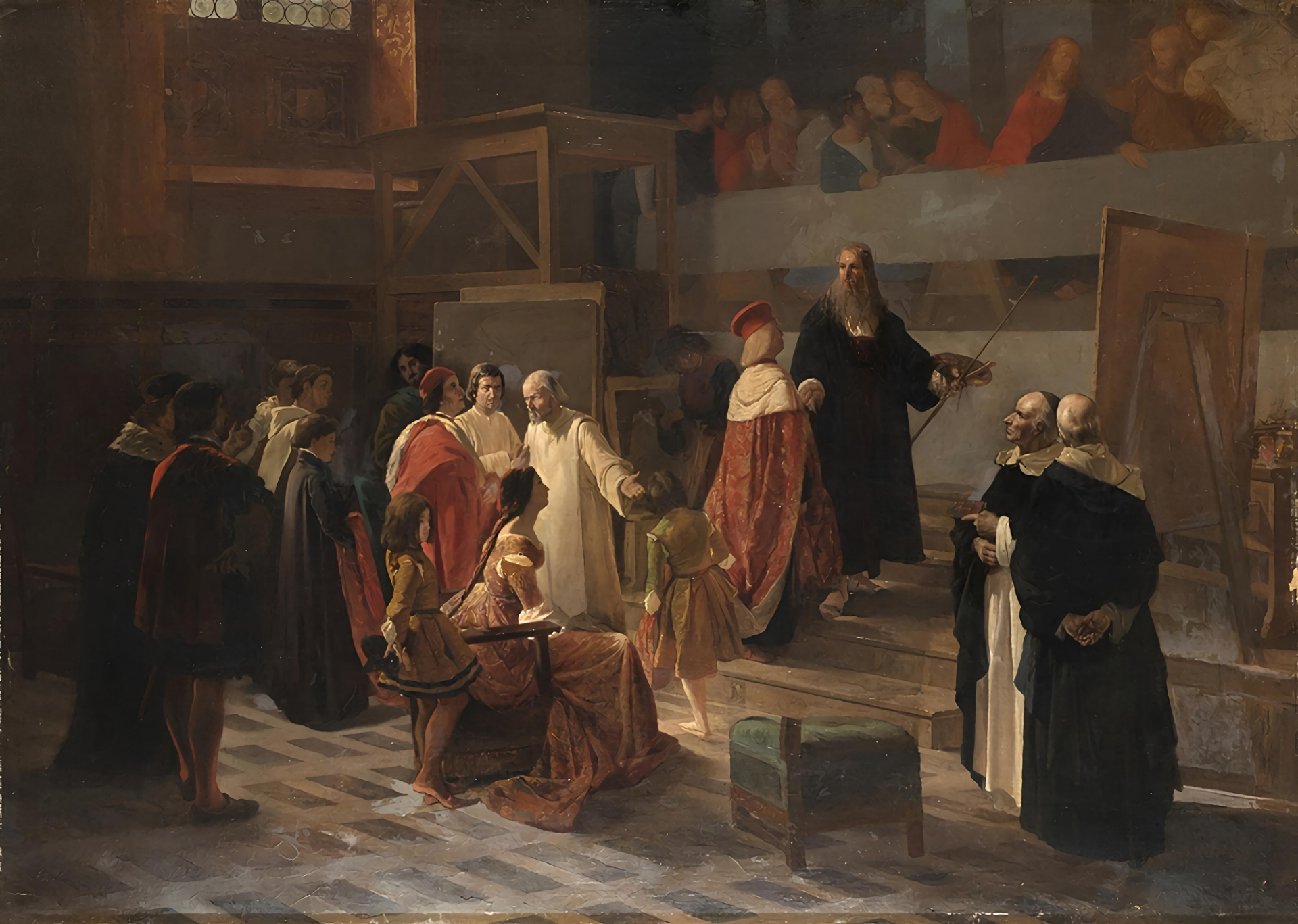
Ludovico il Moro in visita a Leonardo da Vinci nel Refettorio di Santa Maria delle Grazie, metà XIX secolo, Cherubino Cornienti. Alle spalle del biondo Moro, la duchessa Beatrice e il cardinale Ascanio ammirano assorti l'opera.
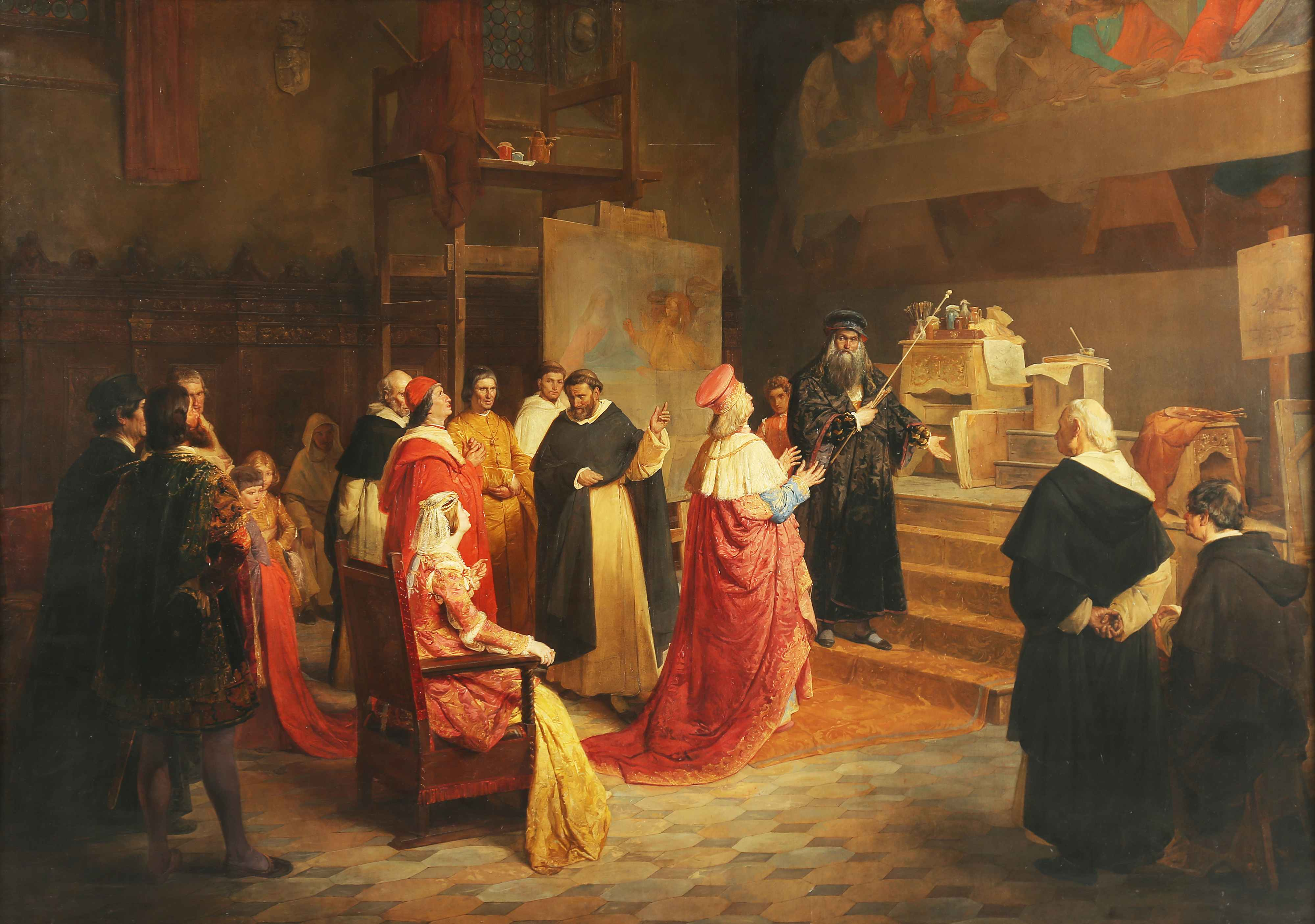
Ludovico il Moro e Beatrice d'Este visitano Leonardo da Vinci mentre dipinge il Cenacolo, Cherubino Cornienti, 1840
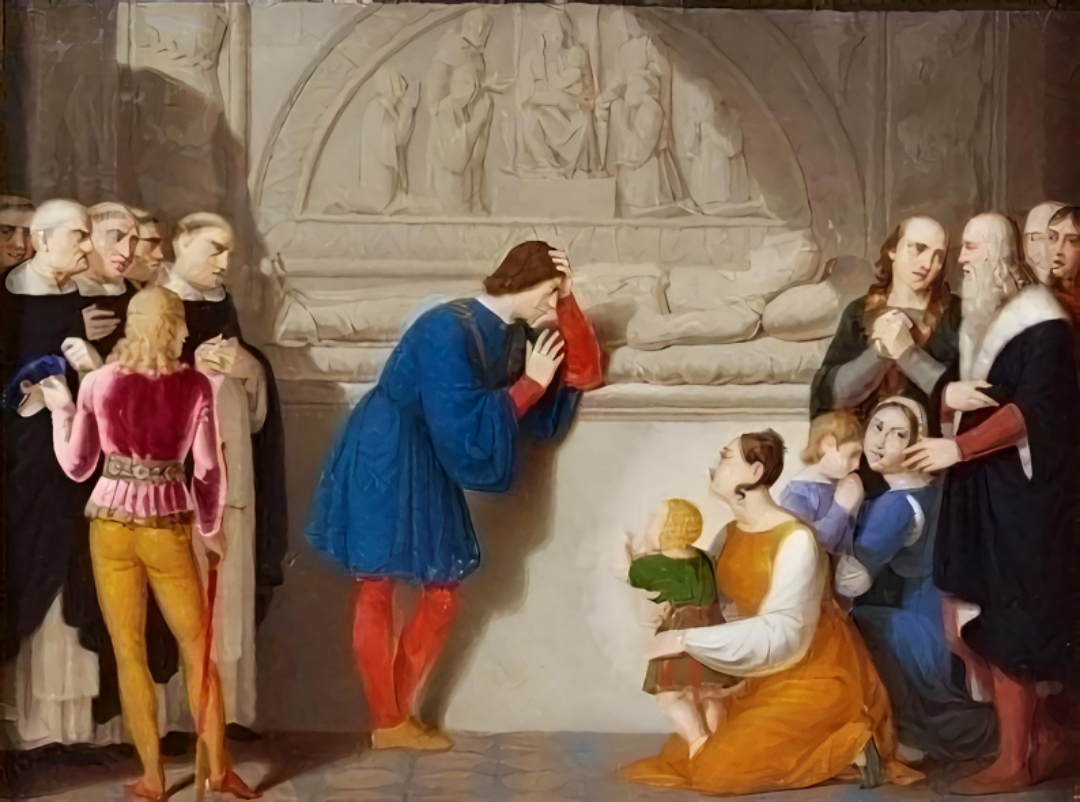
Ludovico piange sulla tomba della moglie Beatrice, Giovanni Battista Gigola, 1815 ca. Assistono sulla sinistra i frati di S. Maria delle Grazie, sulla destra i due orfanelli Ercole Massimiliano e Francesco con le rispettive balie, nonché Bramante e Leonardo.
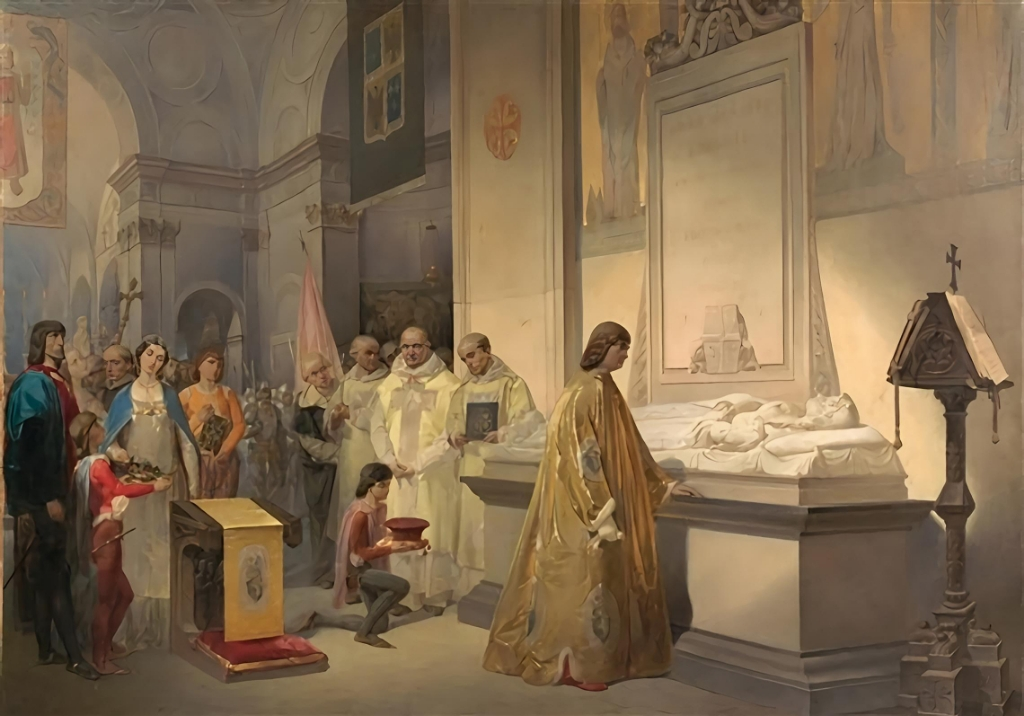
Il duca Ludovico visita la tomba della moglie nella chiesa di Santa Maria delle Grazie, Alessandro Reati,  fra il 1850 e il 1873.
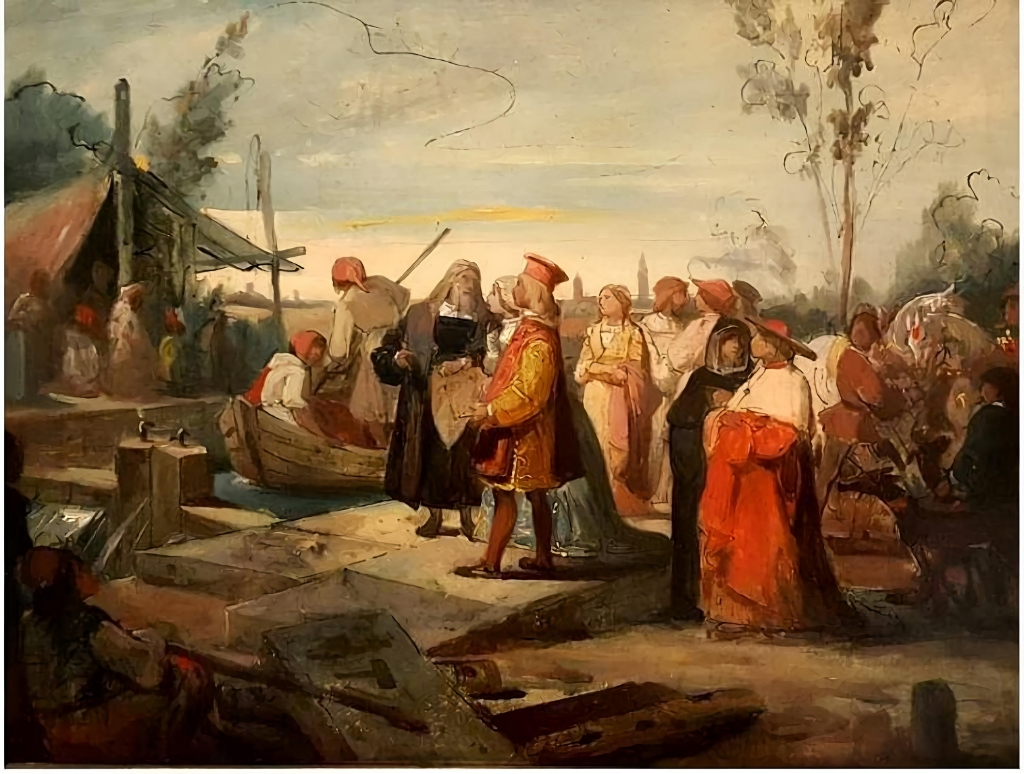
Leonardo da Vinci mostra ai duchi di Milano Ludovico il Moro e Beatrice d'Este le chiuse del Naviglio, Cherubino Cornienti, 1858.
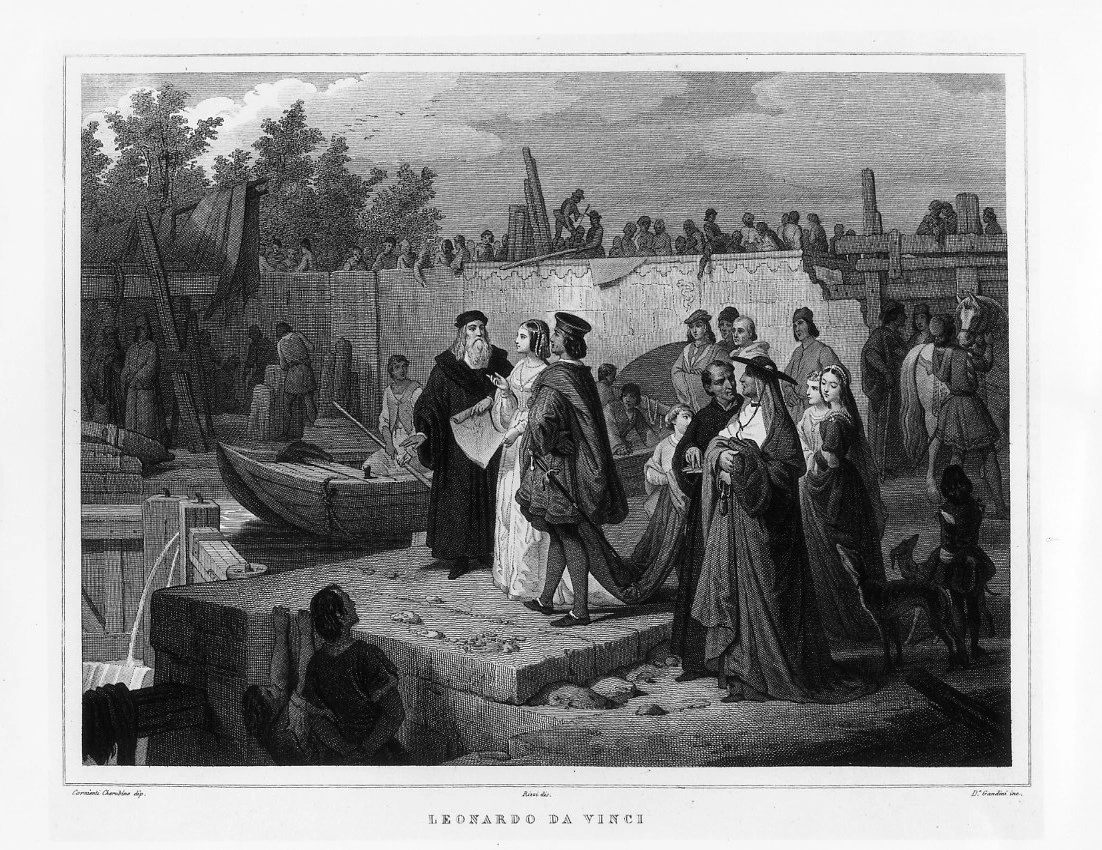
Leonardo da Vinci mostra a Ludovico il Moro e a Beatrice d'Este le conche del Naviglio, Cherubino Cornienti, post 1842 - ante 1864. Musei civici di Monza.
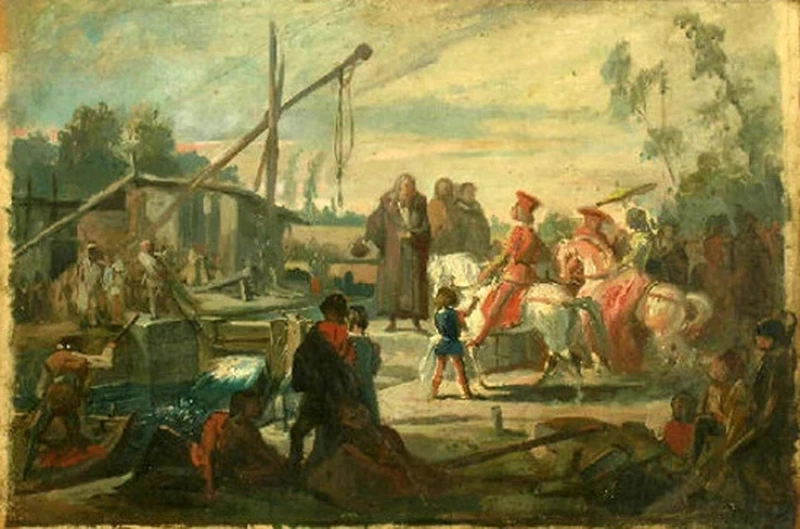
Leonardo da Vinci mostra a Ludovico il Moro e a Beatrice d'Este le conche del Naviglio, Cherubino Cornienti, post 1842 - ante 1864. Il duca e la duchessa sono colti nell'attimo in cui arrivano a cavallo.
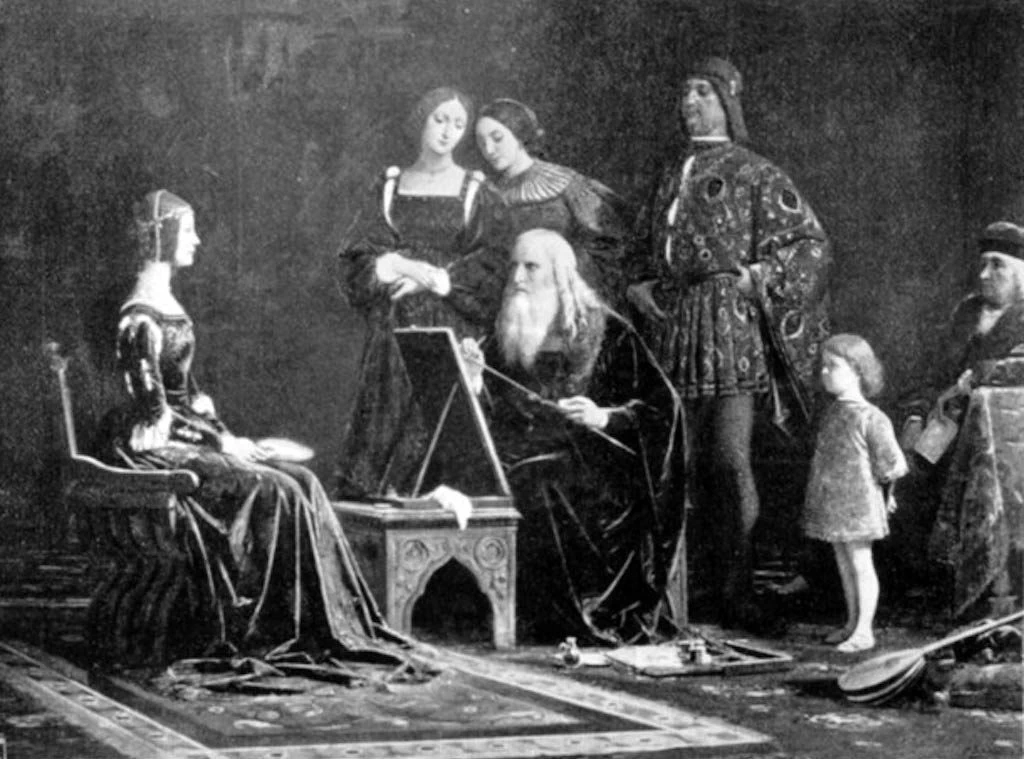
Beatrice d'Este ritratta da Leonardo da Vinci, Giuseppe Bertini, fine XIX secolo.
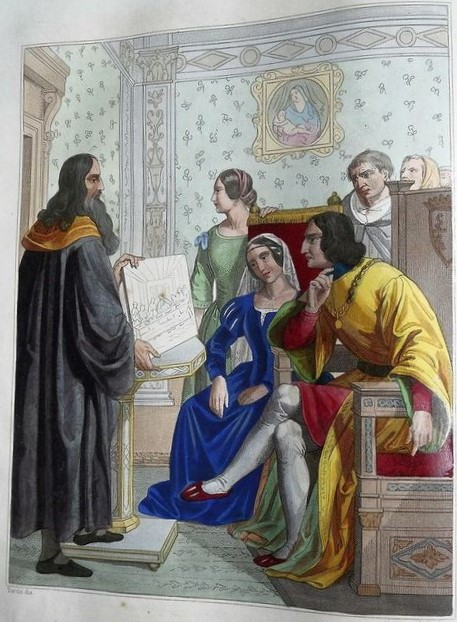
Leonardo da Vinci presenta il Cenacolo a Lodovico Il Moro e Beatrice d'Este, intaglio miniato del 1856 di David Passigli